# マツァパ国際空港
マツァパ国際空港（英語：Matsapha International Airport）は、エスワティニのマンジニ地方マンジニにある空港で、エスワティニ・エアリンクの本拠地である。

## 就航航空会社
- スワジランド・エアリンク（英語版）（ヨハネスブルグ）
- エアリンク（ヨハネスブルグ）